# 古伊列梅·克里札
古伊列梅·克里札（葡萄牙語：Guilherme Clezar，1992年12月31日—），巴西男子職業網球運動員。

## 外部連結
- 古伊列梅·克里札（英文/西班牙文）的官方資料
- 古伊列梅·克里札的國際網球總會 職業／青少年 官方資料（英文）
- 古伊列梅·克里札的官方資料（英文）